# Cupa Ligii 2016-2017
Cupa Ligii 2016-2017 a fost cea de-a cincea și ultima ediție a Cupei Ligii. Ea a debutat pe 9 august 2016 și s-a încheiat pe 20 mai 2017.
Meciurile s-au desfășurat într-o singură manșă, iar semifinalele în dublă manșă. Astra Giurgiu și Steaua București, pentru ca au terminat pe primele locuri în ultima ediție de campionat, au intrat direct în sferturile de finală.
Aceasta a fost ultima ediție de Cupă a Ligii înainte de desființarea acesteia în vara anului 2017 din cauza mai multor plângeri ale cluburilor din Liga I, care acuzau că această competiție încarcă inutil calendarul unui sezon.

## Programul competiției
- Optimi de finală: 10-11 august 2016
- Sferturi de finală: 7-8 septembrie 2016
- Semifinale tur: 21-22 decembrie 2016
- Semifinale retur: 1-2 martie 2017
- Finala: 20 mai 2017

## Competiție

### Optimi de finală
Meciurile din faza optimilor de finală s-au desfășurat în perioada 10-11 august 2016.
| 9 august 2016 | Botoșani | 1-0    | CSMS Iași |                                        |  |
| 19:00         | Fülöp 9' | Raport |           | Stadion: Stadionul Municipal, Botoșani |  |

| 10 august 2016 | Gaz Metan | 0-2    | ASA Târgu Mureș       |                                      |  |
| 16:30          |           | Raport | Zicu 74' Feketics 80' | Stadion: Stadionul Gaz Metan, Mediaș |  |

| 10 august 2016 | ACS Poli                | 2-1    | Viitorul Constanța |                                               |  |
| 19:00          | Artean 16' Croitoru 81' | Raport | Cioablă 3'         | Stadion: Stadionul Dan Păltinișanu, Timișoara |  |

| 10 august 2016                           | Chiajna                       | 1-1 (d.p.) (4-3 d.l.d.)                           | Pandurii      |                                       |  |
| 21:30                                    | Serediuc 14'                  | Raport                                            | Alexandru 34' | Stadion: Stadionul Concordia, Chiajna |  |
|                                          | Penalty-uri de departajare⁠(d) |                                                   |               |                                       |  |
| Roșu · Pena · Albu · Bucurică · Serediuc |                               | Pleașcă · Obodo · Voiculeț · Munteanu · Ungurușan |               |                                       |  |

| 11 august 2016                              | CFR Cluj                      | 0-0 (3-2 d.l.d.)                            | CSU Craiova |                                                          |  |
| 18:00                                       |                               | Raport                                      |             | Stadion: Stadionul Dr. Constantin Rădulescu, Cluj-Napoca |  |
|                                             | Penalty-uri de departajare⁠(d) |                                             |             |                                                          |  |
| López · Petrucci · Lopes · Bud · Nascimento |                               | Zlatinski · Bancu · Ivan · Vătăjelu · Rocha |             |                                                          |  |

| 11 august 2016 | Voluntari     | 1-2    | Dinamo        |                                                                          |  |
| 21:00          | Ivanovici 53' | Raport | Popa 13', 25' | Stadion: Stadionul Anghel Iordănescu, Voluntari Arbitru: Alexandru Tudor |  |

### Sferturi de finală
Meciurile din faza sferturilor de finală s-au desfășurat în perioada 7-8 septembrie 2016.
| 7 septembrie 2016 | ACS Poli                | 2-1    | Chiajna  |                                                                          |  |
| 18:00             | Artean 13' Croitoru 78' | Raport | Albu 74' | Stadion: Stadionul Dan Păltinișanu, Timișoara Arbitru: Horia Mladinovici |  |

| 7 septembrie 2016                                | CFR Cluj                      | 1-2 (d.p.) (4-5 d.l.d.)                            | ASA Târgu Mureș |                                                                                |  |
| 21:00                                            | Bud 83'                       | Raport                                             | Kuku 64'        | Stadion: Stadionul Dr. Constantin Rădulescu, Cluj-Napoca Arbitru: Iulian Călin |  |
|                                                  | Penalty-uri de departajare⁠(d) |                                                    |                 |                                                                                |  |
| Nascimento · Mureșan · Lopes · Neagu · Bud · Rus |                               | Mureșan · Constantin · Matei · Dică · Surdu · Belu |                 |                                                                                |  |

| 8 septembrie 2016 | Botoșani | 0-2    | Steaua București          |                                                                 |  |
| 20:30             |          | Raport | Tudorie 45+2' Popescu 49' | Stadion: Stadionul Municipal, Botoșani Arbitru: Adrian Cojocaru |  |

| 17 noiembrie 2016 | Astra Giurgiu          | 2-5    | Dinamo                                                             |                                                                       |  |
| 20:30             | Alibec 48' Budescu 70' | Raport | Gnohéré 13' Palić 52' (pen.) Popa 91' Hanca 104' (pen.) Hanca 115' | Stadion: Stadionul Marin Anastasovici, Giurgiu Arbitru: Marcel Bîrsan |  |

### Semifinale
Meciurile din faza sferturilor de finală s-au desfășurat în perioada 21-22 decembrie 2016 și 1-2 martie 2017.
| 21 decembrie 2016TUR | ASA Târgu Mureș     | 2-4    | ACS Poli                                            |                                                                 |  |
| 20:30                | Ciolacu 26' Rus 77' | Raport | Artean 11' Drăghici 62' Llorente 67' Popovici 90+5' | Stadion: Stadionul Trans-Sil, Târgu Mureș Arbitru: Iulian Călin |  |

| 22 decembrie 2016TUR | Dinamo                                        | 4-1    | Steaua București |                                                   |  |
| 20:30                | Mahlangu 19' Nistor 65' Lazăr 79' Rotariu 90' | Raport | Aganović 78'     | Stadion: Stadionul Dinamo Arbitru: Horațiu Feșnic |  |

| 28 februarie 2017RETUR | ACS Poli                   | 3-1    | ASA Târgu Mureș |                                                                     |  |
| 20:30                  | Henrique 17', 27' Cânu 65' | Raport | Sin 48'         | Stadion: Stadionul Dan Păltinișanu, Timișoara Arbitru: Cătălin Popa |  |

| 1 martie 2017RETUR | Steaua București | 1-3    | Dinamo                         |                                                              |  |
| 20:30              | Alibec 64'       | Raport | Nistor 37' Petre 74' Hanca 82' | Stadion: Arena Națională, București Arbitru: Alexandru Tudor |  |

### Finala
Finala s-a desfășurat pe 20 mai 2017.
| 20 mai 2017TUR | ACS Poli | 0-2    | Dinamo             |                                                            |  |
| 20:30          |          | Raport | Nemec 6' Nemec 26' | Stadion: Arena Națională, București Arbitru: Radu Petrescu |  |

## Golgheteri
| Loc | Jucător          | Echipa           | Goluri |
| --- | ---------------- | ---------------- | ------ |
| 1   | Sergiu Hanca     | Dinamo Bucuresti | 3      |
| 1   | Daniel Popa      | Dinamo Bucuresti | 3      |
| 2   | Marius Croitoriu | Poli Timișoara   | 2      |
| 2   | Andrei Artean    | Poli Timișoara   | 2      |
| 2   | Cristi Bud       | CFR Cluj         | 2      |
| 2   | Dan Nistor       | Dinamo Bucuresti | 2      |